# Conférence de Berlin
Ne doit pas être confondu avec Congrès de Berlin.
Pour les articles homonymes, voir Conférence de Berlin (homonymie).

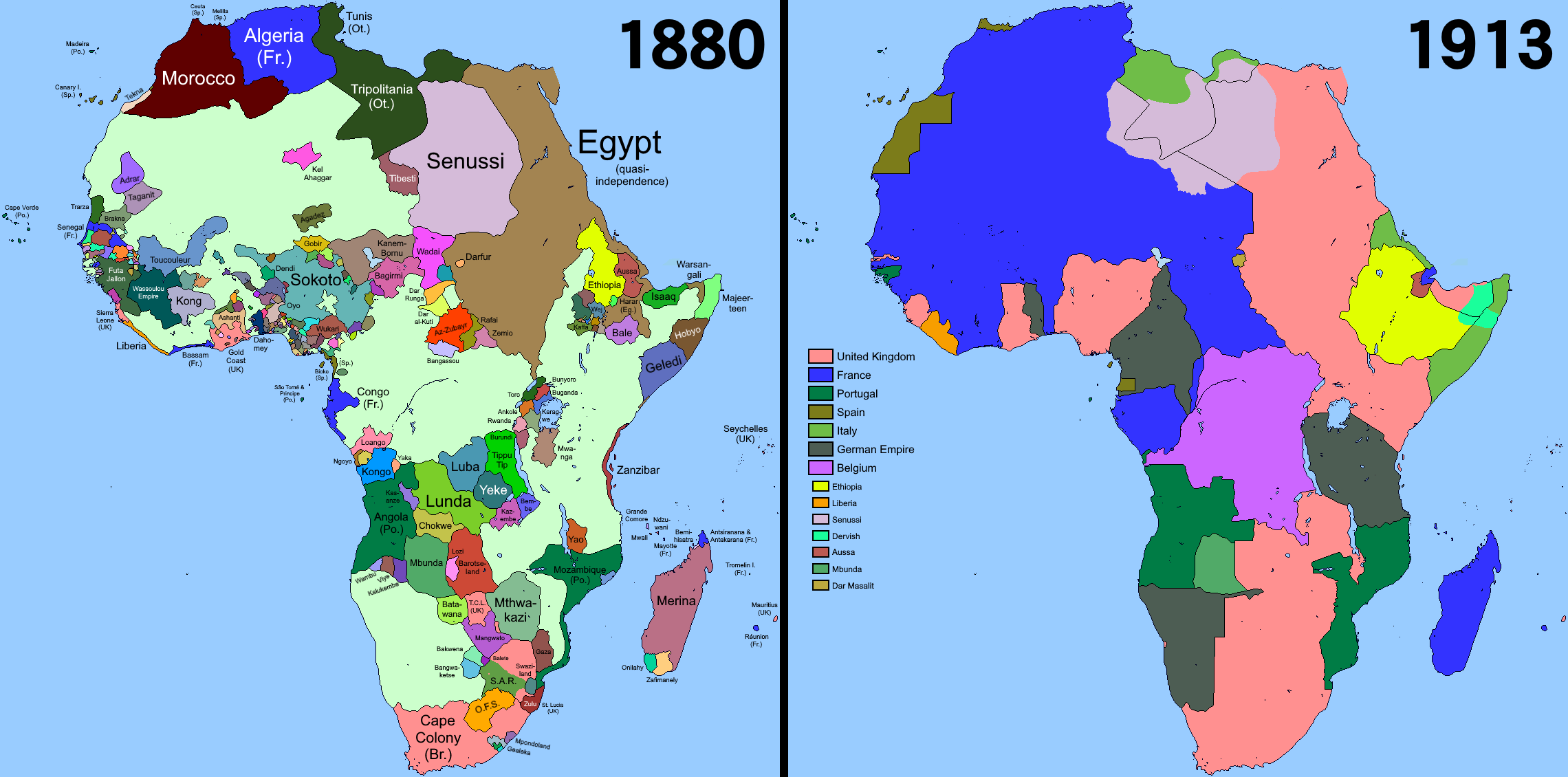
Comparaison de l'Afrique en 1880 et en 1913

La conférence de Berlin marqua l’organisation et la collaboration européenne pour le partage et la division de l’Afrique. Aussi connue comme la conférence de l'Afrique de l'Ouest, elle s'ouvrit le 15 novembre 1884 à Berlin et finit le 26 février 1885. À l'initiative du chancelier Otto von Bismarck, l’Allemagne, l’Autriche-Hongrie, la Belgique, le Danemark, l'Empire ottoman, l’Espagne, la France, le Royaume-Uni, l’Italie, les Pays-Bas, le Portugal, la Russie, la Suède-Norvège ainsi que les États-Unis y participèrent. Une conférence antérieure avait amorcé le débat par la partition des Congo. La conférence de Berlin aboutit principalement à édicter les règles officielles de colonisation. L’impact direct sur les colonies fut une vague européenne de signatures de traités.

## Contexte
Durant de longues années, l'intérieur du continent africain, souvent difficile d'accès, n'a pas intéressé les puissances européennes qui se contentaient d'y établir des escales ou des comptoirs de commerce (voir Côte de l'Or). Dans la seconde moitié du XIXe siècle, l'appétit des puissances européennes est stimulé par la découverte de richesses insoupçonnées, à l'image des mines de diamants du Transvaal découvertes en 1867. Durant les années 1880, les visées colonisatrices européennes en Afrique s'intensifient jusqu'à créer des tensions entre les différentes puissances. En 1830, la France occupe le Sénégal (qui consiste à l’époque uniquement en la ville de Saint-Louis et l'île de Gorée), une partie de ce qui sera ensuite nommé l'Algérie, puis, en 1881, la Tunisie, froissant au passage la susceptibilité de l'Italie. Elle pose ses premiers jalons dans les territoires constituant l'actuelle république du Congo et s'empare de la Guinée en 1884. En 1882, le Royaume-Uni s'empare de l'Égypte, une province de l'Empire ottoman avant de se tourner vers le Soudan et l'actuelle région du Somaliland (que les colonisateurs dénommeront en 1884 Somalie britannique). En 1885, l'Italie prend possession d'une partie de l'Érythrée, alors que l'Allemagne déclare en 1884 avoir pris possession du Togo, du Cameroun, du Sud-Ouest africain (l'actuelle Namibie) et de l'Afrique orientale allemande en 1885. La conférence de Berlin fut convoquée de novembre 1884 à février 1885. À cette conférence fut décidé le partage systématique de l'Afrique et l'installation de façon durable de la colonisation de l'Afrique.
La concurrence engendrée par l'exploration du bassin du Congo (1874-1877) par Henry Morton Stanley, qui efface l'une des dernières terra incognita de la carte du continent, conduit à l'organisation de la conférence de Berlin. En 1876, la conférence géographique de Bruxelles (12-19 septembre 1876) avait été convoquée par le roi des Belges Léopold II afin d'envoyer des expéditions au Congo aux motifs d'y abolir la traite des Noirs maintenue par les Arabes et, selon ses propres termes, de « civiliser » le continent africain. Elle aboutit à la création de l'Association internationale africaine. Dès 1878, le roi Léopold II saisit l'occasion de la traversée du continent par H.M Stanley pour l'inviter à se joindre aux travaux de la nouvelle association.
En 1879, la Belgique crée aussi l'Association internationale du Congo qui présente des objectifs plus explicitement économiques ; elle reste toutefois en relation avec l'Association internationale africaine qui lui offre un paravent philanthropique. Stanley est chargé de retourner au Congo avec la mission secrète d'établir un État, le futur État indépendant du Congo, dont il serait le chef au nom de l'Association internationale africaine.
Dans le même temps, la France affirme son intérêt pour la région : l'officier Pierre Savorgnan de Brazza remonte le bassin du Congo pour fonder Brazzaville en 1881. Le Portugal, qui s'appuie sur des traités antérieurs signés avec l'empire Kongo, revendique une souveraineté sur ces mêmes territoires. Il passe le 26 février 1884 un accord avec le Royaume-Uni pour bloquer l'accès de l'océan Atlantique à l'Association internationale du Congo. Le Portugal conçoit alors l’idée d’une conférence internationale pour le partage de cette région. L’idée fut immédiatement reprise par l’Allemagne avec le chancelier Bismarck qui convoqua la conférence de Berlin le 14 novembre 1884.

## La conférence
Bismarck se pose en médiateur de la crise, profitant de l'occasion pour affirmer un peu plus le rôle central de l'Allemagne dans le concert des nations. Quatorze puissances participent aux débats : Allemagne, Autriche-Hongrie, Belgique, Danemark, Empire ottoman, Espagne, États-Unis, France, Grande-Bretagne, Italie, Pays-Bas, Portugal, Russie et Suède-Norvège. Les peuples et les rois africains sont tenus à l'écart de toutes les discussions. La conférence présente un ordre du jour plus important que la simple question congolaise. On y parle principalement de la liberté de navigation et de commerce ainsi que des modalités d'installation sur les côtes.
Deux conceptions s'opposent. D'un côté, Bismarck entend garantir la liberté de navigation et de commerce dans toute la zone. De l'autre, le Portugal, soutenu par le président du Conseil français Jules Ferry, conçoit les colonies comme un monopole commercial détenu par la métropole. Finalement, la conférence établit une liberté de commerce étendue dans les bassins du Congo et du Niger, mis à part dans le domaine du transport d'armes.
Les frontières du nouvel État sont fixées : au total, Léopold II de Belgique reçoit, à titre personnel, deux millions et demi de kilomètres carrés qui deviendront plus tard l'État indépendant du Congo. Au nord-ouest de l'État ainsi formé, 500 000 km2 reviennent à la France (bientôt baptisé Congo-Brazzaville). La France se voit aussi attribuer la partie intérieure du Niger dont le Royaume-Uni contrôle le delta. Du côté allemand, on espère que les concessions territoriales faites à la France atténueront le ressentiment né de la perte de l'Alsace-Lorraine à la suite de la guerre franco-prussienne de 1870-1871. Le Portugal abandonne ses prétentions au nord de l'estuaire du Congo, sauf en ce qui concerne l'enclave de Cabinda.

## Participants
| États participants | Chef d'État         | Chef du gouvernement            | Représentants/Participants                                                         |
| Allemagne          | Guillaume Ier       | Otto von Bismarck               | Otto von Bismarck, Paul von Hatzfeldt, Clemens Busch et Heinrich von Kusserow (de) |
| Autriche-Hongrie   | François-Joseph Ier | Gusztáv Kálnoky                 | Emmerich Széchényi de Sárvár-Felsővidék                                            |
| Belgique           | Léopold II          | Auguste Beernaert               | Gabriel Auguste van der Straten-Ponthoz (de) et Auguste Lambermont                 |
| Danemark           | Christian IX        | Jacob Brønnum Scavenius Estrup  | Emil von Vind                                                                      |
| Espagne            | Alphonse XII        | Antonio Cánovas del Castillo    | Francisco de Benomar                                                               |
| États-Unis         | Chester Alan Arthur | Chester Alan Arthur             | John A. Kasson (en) et Henry Shelton Sanford                                       |
| France             | Jules Grévy         | Jules Ferry                     | Alphonse Chodron de Courcel et Édouard Engelhardt                                  |
| Italie             | Humbert Ier         | Giovanni Giolitti               | Eduardo de Launay                                                                  |
| Pays-Bas           | Guillaume III       | Jan Heemskerk                   | Philipp van der Hoeven                                                             |
| Portugal           | Louis Ier           | Fontes Pereira de Melo          | Antônio José da Serra Gomes (pt) et António de Serpa Pimentel                      |
| Royaume-Uni        | Victoria            | William Ewart Gladstone         | Edward Malet                                                                       |
| Russie             | Alexandre III       | Mikhaïl Kristoforovitch Reutern | Pierre Kapnist (ru)                                                                |
| Suède-Norvège      | Oscar II            | Robert Themptander              | Gillis Bildt                                                                       |
| Empire ottoman     | Abdul Hamid II      | Mehmed Said Paşa (en)           | Mehmed Said Paşa (en)                                                              |

## Réglementation

### Acte général
Son acte, le 26 février 1885, établit les points suivants :
- Toute puissance européenne installée sur la côte peut étendre sa domination vers l'intérieur jusqu'à rencontrer une « sphère d'influence » voisine. Mais le traité exclut le principe de l’hinterland qui permet l'annexion automatique de l'arrière-pays par un État maîtrisant son littoral[réf. nécessaire].
- Il ne peut y avoir annexion que par l'occupation effective du terrain et les traités conclus avec les populations indigènes doivent être notifiés aux autres nations colonisatrices.
- Liberté de navigation sur les fleuves Niger et Congo, et liberté de commerce dans le bassin du Congo.
- Interdiction de l'esclavage.
- La conférence a, enfin, pris acte de l'existence de l'État indépendant du Congo en tant que puissance souveraine[2], territoire appartenant en propre au roi Léopold II de Belgique (et qui deviendra une colonie belge en 1908). La France obtient la reconnaissance de son autorité sur la rive droite du Congo et de l’Oubangui.

La conférence de Berlin rappelle l’interdiction de la traite négrière et invite les signataires à contribuer à son extinction.
La notion de « sphère d'influence » apparaît pour la première fois dans un traité international à cette occasion[réf. nécessaire].

### Découpages bilatéraux
- Portugal – Royaume-Uni : le gouvernement portugais présente un projet connu sous le nom de « Carte rose », dans lequel les colonies de l'Angola et du Mozambique étaient réunies sur un axe est-ouest. Tous les pays réunis, à l'exception du Royaume-Uni, sont prêts à entériner ce projet. En 1890, le gouvernement britannique, en violation du traité de Windsor et du traité de Berlin lui-même, lance un ultimatum demandant que les Portugais se retirent de la zone située entre les deux colonies. Cet espace sera une dizaine d'années plus tard occupé par la Rhodésie de la BSCA britannique.
- France – Royaume-Uni : une ligne courant depuis Say au Niger jusqu'à Baroua, sur la côte nord-est du lac Tchad, détermine la zone dévolue à chacun des deux pays. La France se voit doter du territoire situé au nord de cette ligne et le Royaume-Uni la zone au sud de la limite. Le bassin du Nil reste la propriété des Britanniques. De plus, entre le onzième et le quinzième degré de longitude, la frontière passera entre le royaume du Ouaddaï, qui sera français, et le Darfour au Soudan, qui sera britannique. En réalité, une zone tampon de 200 kilomètres est mise en place entre le vingt-et-unième et le vingt-troisième parallèle. Le contentieux sera levé en 1898 à l'issue de la crise de Fachoda.
- France – Allemagne : la zone située au nord de la ligne formée par l'intersection du quatorzième parallèle et Miltou est considérée comme française, celle située au sud est allemande.
- Royaume-Uni – Allemagne : la ligne de démarcation entre les colonies des deux pays est formée par une ligne passant par Yola, sur la rivière Bénoué, Dikoa, en remontant jusqu'au lac Tchad.
- France – Italie : l'Italie se voit attribuer la zone comprise dans le quadrilatère formé par le tropique du Cancer, le quinzième parallèle et les dix-septième et vingt-et-unième méridiens.

## Conséquences

L'Afrique coloniale en 1913 : la partition d'un continent.
Allemagne
Belgique
Espagne
France
Grande-Bretagne
Italie
Portugal
États indépendants (Empire éthiopien, Liberia)

La conférence de Berlin ouvre la voie vers le partage de l'Afrique entre les puissances coloniales, en établissant ses règles, sans pour autant créer ce partage en soi : les frontières des futures colonies européennes seront définies après cette conférence au cas par cas. Cette conférence a accéléré les revendications territoriales en Afrique et n'a pas pu empêcher les conflits entre colonisateurs, comme le montrent la crise de Fachoda en 1898 et les crises marocaines de 1905 et 1911.
Elle ne réglait pas non plus les différends entre les colonisateurs et les puissances locales établies reconnues internationalement. Les interventions britanniques lors de la guerre des Boers (1899–1902), et la colonisation italienne de l'Éthiopie, en 1935, ont été largement contestées.

## Dans les arts et la culture populaire

### Filmographie

#### Télévision

##### Documentaire
- 2010 : Berlin 1885, la ruée sur l'Afrique de Joël Calmettes[5].

#### Radio
- 2013 :The Berlin Conference de Thomas Morris[6].